# Beleg van Kuwabara
Het Beleg van Kuwabara volgde de dag na het Beleg van Uehara; Takeda Shingen vergrootte wederom zijn macht in de provincie Shinano door het kasteel Kuwabara te veroveren op Suwa Yorishige. Suwa gaf zich over en werd onder vreedzame voorwendselen naar de hoofdstad van Takeda te Kofu geleid, waar hij echter gedwongen werd zelfmoord te plegen.